# Carrer Gran (Esparreguera)
El Carrer Gran és un carrer del municipi d'Esparreguera (Baix Llobregat) amb diversos edificis inclosos en l'Inventari del Patrimoni Arquitectònic de Catalunya.

## Número 31
L'edifici del número 31 del Carrer Gran és una obra protegida com a bé cultural d'interès local. Edifici entre mitgeres de planta baixa i dos pisos rematat per una cornisa motllurada suportada per mènsules. La coberta és plana. Les obertures estan disposades de forma regular, alineades de forma vertical. Destaca l'esgrafiat dels dos últims pisos, d'un color blanquinós sobre fons ocre. Al primer pis trobem flanquejant les obertures, figures femenines alades de costat; al segon pis, en canvi, hi ha gerros amb flors.
Al primer pis hi ha una finestra al centre, emmarcada per dues pilastres amb capitells corintis. A la llinda hi ha restes de policromia; hi ha un motiu central circular amb dos putti i decoracions florals; al rebaix la decoració és de caràcter renaixentista. El segon pis està separat per una sanefa més reduïda i austera. Els esgrafiats van ser projectats pel Lluís Rius al segle xix.

## Número 46

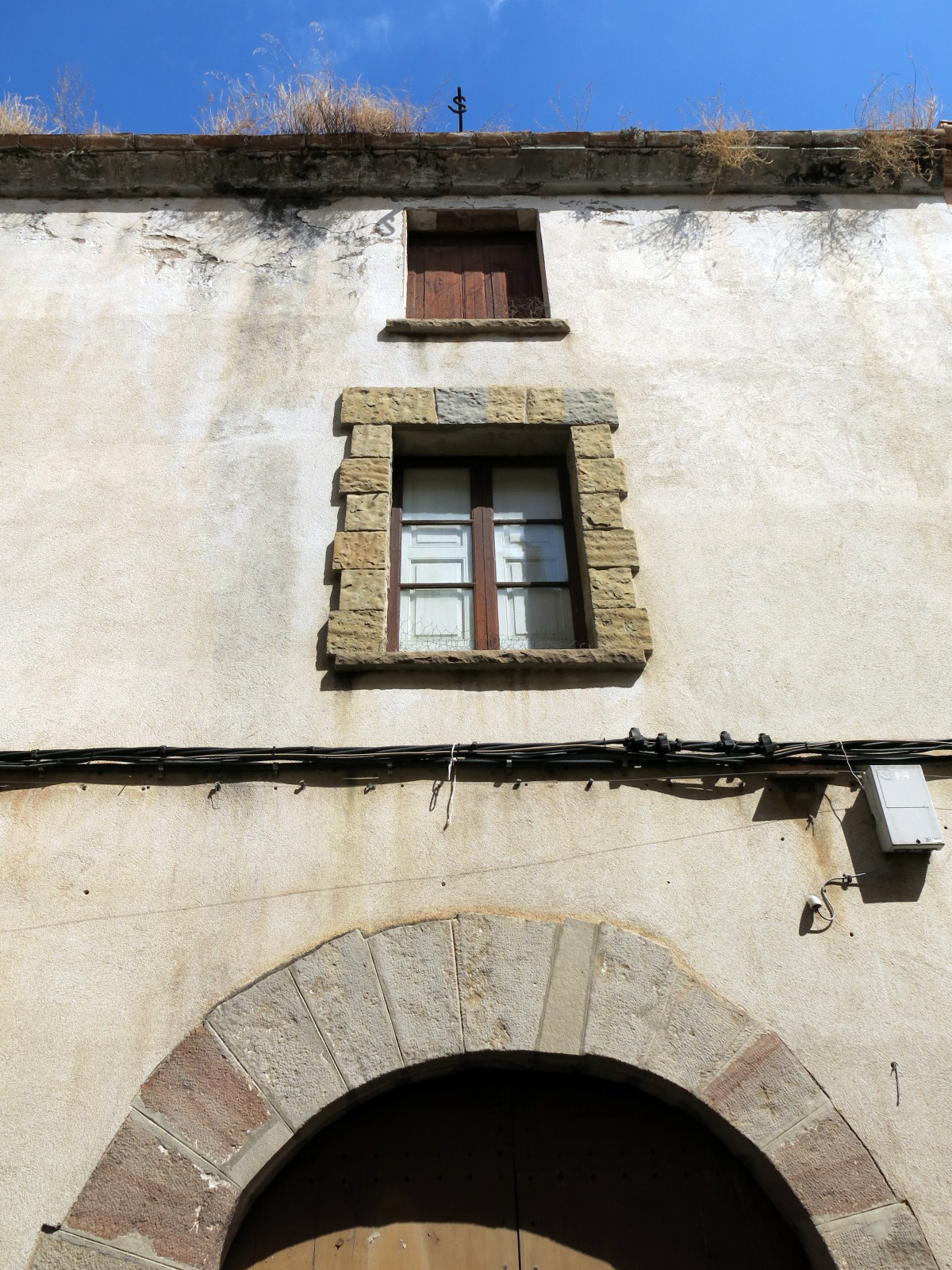
Número 46 del Carrer Gran

L'edifici del número 46 del Carrer Gran és una obra del municipi d'Esparreguera (Baix Llobregat) protegida com a bé cultural d'interès local. Habitatge entre mitgeres de planta baixa i dos pisos amb la coberta a dues aigües. Hi ha dues obertures per planta. La porta d'entrada és un arc de mig punt adovellat. Totes les obertures, excepte les del segon pis, estan emmarcades en pedra vista mentre que la resta de la façana està arrebossada. L'emmarcat de pedra de les finestres data de l'any 1970.